# トリプルネガティブ乳癌
トリプルネガティブ乳癌（トリプルネガティブにゅうがん、英: Triple-negative breast cancer、略称: TNBC）または三重陰性乳がん（さんじゅういんせいにゅうがん）は、エストロゲン受容体(ER)、プロゲステロン受容体(PR)、HER2/neuの遺伝子を発現していない乳癌である。ほとんどのホルモン療法が3つの受容体のうちの1つを標的としているため、ホルモン療法が困難となり、しばしば多剤併用療法の対象となる。トリプルネガティブは基底細胞様癌の代用語として用いられることもあるが、より詳細な分類を行うことで、治療の指針や予後の予測がより適切になると考えられる。
トリプルネガティブ乳癌は、非常に異質な癌の一群である。さまざまなサブタイプ（亜類型）の予後については相反する情報があるが、ノッティンガム予後指標は有効であり、したがって一般的な予後は、より積極的な治療が必要であることを除けば、同じ進行期（ステージ）の他の乳癌とほぼ同様であると思われる。トリプルネガティブ乳癌の中には、ホルモン受容体陽性の乳癌と比べて予後が悪いタイプ（類型）もあれば、非常に似通ったものや予後のより良いタイプもあることが知られている。乳癌患者の内、15 - 20%の女性がトリプルネガティブと診断されているが、TNBC患者の大半は、若い女性やBRCA1 遺伝子に変異がある女性であることがわかっている。全てのトリプルネガティブサブタイプの統合データによると、最適な治療を行えば、20年生存率はホルモン陽性癌のそれに非常に近いことが示唆されている。
トリプルネガティブ乳癌は、ホルモン陽性乳癌とは非常に異なる再発形式を持っている。最初の3年から5年間は再発の危険性（リスク）が非常に高くなるが、その後はホルモン陽性乳癌よりも急激かつ大幅に低下する。この再発形式は、十分なデータが存在するすべてのトリプルネガティブ癌で認められているが、絶対的な再発率と生存率はサブタイプによって異なる。

## 原因
トリプルネガティブ乳癌の原因の1つとして知られているのが、生殖細胞系列変異である。生殖細胞変異とは、子孫に受け継がれる遺伝的な系統内の変化のことである。乳癌、卵巣癌、膵臓癌、前立腺癌に関与する傾向が高いことから、BRCA1 遺伝子とBRCA2 遺伝子は、TNBCの高リスク遺伝子として同定された。また、19p13.1およびMDM4' 遺伝子座の変化または変異も、トリプルネガティブ乳癌と関連しているが、他の形態の乳癌とは関連していない。したがって、トリプルネガティブ腫瘍は、その生殖細胞系列変異の稀な変化様式によって、他の乳癌サブタイプと区別される可能性がある。

## 分類
2011年に発表されたトリプルネガティブ乳癌（TNBC）の分類法では、下記の6つの分子サブタイプに区分される。またこの分類は、2018年の大規模（550検体）追試でも確認された。 
| サブタイプ                                            | 特徴 |
| ----------------------------------------------------- | --- |
| BL1(basal-like 1) 基底細胞様1                         | 細胞増殖能が極めて高く、細胞周期関連遺伝子やDNA傷害応答性遺伝子が高発現                                                                             |
| BL2(basal-like 2) 基底細胞様2                         | 成長因子シグナル（EGF，NGF，MET，Wnt/β-catenin，IGF1R経路）、解糖系と糖新生、成長因子受容体に関わる遺伝子が高発現。筋上皮マーカー（TP63、CD10）発現 |
| IM(immunomodulatory) 免疫調節系                       | 髄様癌が代表、免疫反応に関連した遺伝子が高発現 |
| M(mesenchyma) 間葉系                                  | transforming growth factor (TGF)-β、EMT、増殖因子、Wnt/β-cateninシグナルに関連した遺伝子が高発現                                                    |
| MSL(mesenchymal stem-like) 間葉系幹細胞様             | transforming growth factor (TGF)-β、EMT、Wnt/β-cateninシグナルに関連した遺伝子および幹細胞関連遺伝子が高発現                                        |
| LAR(luminal androgen receptor) 管腔アンドロゲン受容体 | アポクリン癌が代表、ARやluminal関連遺伝子が高発現                                                                                                   |

TNBCは、「基底型癌（basal-type）」とそれ以外の癌に分類されることがある。基底型の癌は、サイトケラチン5/6とEGFRの染色によって定義されることが多い。しかし、明確な基準やカットオフ値はまだ標準化されていない。基底型乳癌の約75％はトリプルネガティブである。
TNBCの中には、上皮成長因子受容体（EGFR）や膜貫通型糖タンパク質NMB（GPNMB）を過剰に発現しているものがある。 
トリプルネガティブ乳房腫瘍は、組織学的には、分泌細胞癌や腺様嚢胞型（いずれも侵襲性が低いとされる）、髄様癌や特定のサブタイプがないグレード3の浸潤性乳管癌、侵襲性の高い転移性癌に分類されることがほとんどである。若年女性の髄様TNBCはBRCA1 変異例が多い。
トリプルネガティブ乳癌の稀な形態として、アポクリン癌と扁平上皮癌がある。炎症性乳癌もトリプルネガティブであることが多い。
カベオリン1/2やサバイビンなどの多くのタンパク質は、分類や予後を左右する要因として研究されている。
TNBCは、予後の観点から、がんゲノミクスデータ（DNAコピー数、DNAメチル化、mRNA）とタンパク質間相互作用データを統合的に解析して分類され、患者の生存に大きく関わるいくつかの重要なサブネットワーク（ユビキチン/プロテアソーム、補体系、代謝に関わるワールブルク効果、小胞体-ゴルジ体-細胞表面の輸送、転写など）が特定されている。

## 治療
標準的な治療法は、手術に補助化学療法と放射線療法を組み合わせたものである。トリプルネガティブ乳癌の場合は、白金製剤の影響を受けやすいため、術前化学療法が頻繁に行われており、乳房温存手術の実施率を高めることができる。この化学療法への反応を評価することで、特定の癌の個別の反応性に関する重要な詳細情報を得ることができる。しかし、乳房温存の改善率は10 - 15%に過ぎず、個々の反応性を知ることが治療成績の改善に繋がる旨が、決定的に証明されている。
TNBCは一般的に化学療法に対して非常に感受性が高いと言われている。しかし、早期の完全奏効が全生存率と相関しない症例もある。そのため、最適な化学療法を見つけるのが特に難しい。化学療法にタキサン系薬剤を追加することで、治療成績が大幅に改善すると思われる。BRCA1 関連のトリプルネガティブ乳癌は、白金製剤やタキサン系薬剤などの化学療法に特に感受性が高いとされている。
単一遺伝子の変異は個別には予測できないが、アンドロゲン受容体（AR）およびFOXA1経路に関与する遺伝子に変異があるTNBC腫瘍は、化学療法に対する感受性が非常に高かった。AR/FOXA1経路の変異は、現在の標準的な化学療法が有効である可能性のある化学療法感受性の高いTNBC患者を特定するための新しいマーカー（指標）となる。機能的なBRCA1 またはBRCA2 RNAのレベルを低下させる変異は、生存率の有意な改善と関連していた。このBRCA欠損変異は、TNBCの新たな化学療法感受性の高いサブタイプを定義するものである。BRCA 欠損TNBC腫瘍は、クローン変異の割合が高く、1クローンあたりの変異数が多いクローン腫瘍と定義されており、また、免疫活性化の程度が高いことから、化学物質に対する感受性が高いと考えられる。
Immunomedics Inc.（現ギリアド・サイエンシズ社）が開発した、SN-38に結合した抗Trop-2抗体であるサシツズマブ ゴビテカンは、転移性TNBCの治療薬として、2020年4月22日にFDAから承認された。このモノクローナル抗体は、これまでにFDAの優先審査保証、画期的治療薬、迅速承認審査の指定を受けていた。

## 疫学
トリプルネガティブ乳癌は、全乳癌症例の約15 - 25%を占める。TNBCの全体的な割合は、すべての年齢層で非常によく似ている。若い女性では基底型やBRCA関連のTNBCの割合が高く、高齢の女性ではアポクリン型、正常様（normal-like）、神経内分泌型を含む稀なサブタイプのTNBCの割合が高くなっている。
米国の研究によると、若年層の女性では、アフリカ系アメリカ人とヒスパニック系の女性がTNBCのリスクが高く、アフリカ系アメリカ人は他の民族に比べて予後が悪いとのことである。
2009年、トリプルネガティブ乳癌患者187名を対象とした症例対照研究において、経口避妊薬(OC)を1年以上使用した女性では、OCを1年未満または全く使用しなかった女性に比べて、トリプルネガティブ乳癌のリスクが2.5倍になることが報告された。トリプルネガティブ乳癌のリスクの増加は、OCを1年以上使用した40歳以下の女性では4.2であったが、41歳から45歳までの女性ではリスクの増加は見られなかった。また、OCの使用期間が長くなると、トリプルネガティブ乳癌のリスクが増加した。

## 臨床試験
血管新生阻害薬やEGFR（HER-1）阻害薬は、実験的に頻繁にテストされ、有効性が示されている。治療法は、日常診療に用いるには充分に確立されておらず、どの段階で使用するのが最適で、どの患者が利益を得るかは不明である。
2009年までには、PARP阻害薬のイニパリブ、NK012など、TNBCに対する多くの新しい戦略が臨床試験で検証されていた。
また、膜貫通型糖タンパク質NMB（GPNMB）を標的としたグレンバツムマブ べドチン（CDX-011）と呼ばれる新規の抗体薬物複合体も、2009年に有望な臨床試験結果が得られている。
PARP阻害薬は、初期の臨床試験では期待されていたが、その後の幾つかの臨床試験では失敗に終わった。
2013年11月、GPNMB陽性転移性TNBC患者300名を対象に、グレンバツムマブ べドチンとカペシタビンの併用療法を検討する第II相臨床試験（METRIC）が開始された。
2016年6月にTNBCの結果が報告されたのは、IMMU-132、バンチクツマブ、アテゾリズマブを化学療法のnab-パクリタキセルと併用した3つの初期段階の試験である。
2019年、CytoDyn社は、ヒト化モノクローナル抗体であるレロンリマブ（PRO 140）を化学療法と併用するフェーズ1b/2試験を、動物のマウスモデルでの強力な結果を受けて開始した。レロンリマブは、他の作用機序の中でも、トリプルネガティブ乳癌によく発現している細胞表面のCCR5受容体を阻害することで、転移を抑制すると考えられている。2019年11月11日、CytoDyn社は、同社のナイーブプロトコル（トリプルネガティブ乳癌の治療歴がない）で注入された最初のTNBC患者が、ベースラインの観察結果と比較して、2週間および5週間の観察期間の間に、循環腫瘍細胞（CTC）のレベルが有意に低下し、腫瘍サイズが減少したことを報告した。CTCは、がんの臨床試験における潜在的な代替エンドポイントであり、レベルの低下は長期的な臨床効果を示唆している。

## 前臨床試験
トリプルネガティブ乳癌（TNBC）では、FDG-PET（フルデオキシグルコース (18F) ポジトロン断層法）においてはER+/PR+/HER2-腫瘍の取り込みと比較して、平均して有意に高いフルデオキシグルコース（FDG）の取り込み（SUVmax値で測定）が見られる。これらの腫瘍では、解糖が亢進していることが、その侵襲的な生物学的性質に関係しているのではないかと推測されている。
糖尿病薬として広く使われているメトホルミンが、トリプルネガティブ乳癌の治療薬として期待されている。さらにメトホルミンは、間接的な（インスリンを介した）作用によって癌細胞に影響を与えるか、あるいは癌細胞の細胞増殖やアポトーシスに直接的な影響を与える可能性がある。疫学的研究や前臨床研究から、メトホルミンは、AMP活性化プロテインキナーゼ（AMPK）の活性化を含む、少なくとも2つの機構で抗腫瘍効果を示すことがわかっている。2009年には、乳癌に対するアジュバント（補助）療法としてのメトホルミンの大規模な第3相試験が計画されている。
トリプルネガティブ乳癌細胞はグルタチオン-S-トランスフェラーゼPi1に依存しており、その阻害薬（LAS17）が前臨床試験で有望な結果を示した。